# Mauser 1909 Modelo Argentino
El Mauser 1909 Modelo Argentino es un fusil de cerrojo militar calibre 7,65 mm derivado del afamado Mauser 1898, utilizado por las Fuerzas Armadas argentinas desde su adopción en 1909 hasta fines de la década de 1950, siendo reemplazado entonces por el fusil de combate FN FAL. Es considerado por muchos autores como el mejor fusil Mauser militar, por la calidad de los materiales usados en su fabricación y la terminación y ajuste de sus piezas.

## Historia
La Argentina mantuvo desde su nacimiento, y durante décadas, disputas con sus países vecinos (principalmente Chile y Brasil), básicamente por cuestiones limítrofes. Por esta causa, a fines del siglo XIX y en una oportunidad en 1978, Argentina y Chile estuvieron a punto de entrar en guerra. Esto hizo necesario reorganizar el Ejército y equiparlo y entrenarlo en forma conveniente. A fines de la década de 1880 se formó en consecuencia una Comisión de Armamentos, liderada por el teniente general Pablo Riccheri, la cual se estableció en Europa a fin de negociar con la firma Ludwig Loewe de Berlín, la compra de un fusil de cerrojo (derivado del fusil Mauser 1889 Modelo Belga, con algunas mejoras), en calibre 7,65 × 53 mm Mauser, al que se denominó Mauser 1891 Modelo Argentino. De este modelo se compraron unos 200.000 fusiles (fusiles y carabinas) y millones de cartuchos, quedando así equipado el Ejército Argentino con el entonces considerado como mejor fusil del mundo.
Sin embargo, a fines del siglo XIX sucede una escalada tecnológica: un nuevo modelo o sistema de armas queda obsoleto a los pocos meses con la aparición de otro más avanzado tecnológicamente. Para fines de la década de 1900, las cuestiones limítrofes continúan y los fusiles Mauser 1891 (y el armamento del Ejército en general) ya estaban ampliamente superados. Por esta razón, se forma una segunda comisión, la cual negoció con la firma DWM (Deutsche Waffen und Munitionsfabriken, antiguamente Ludwig Loewe), la compra de un nuevo fusil derivado del Mauser 1898, con algunos cambios menores. El primer contrato se firmó el 20 de enero de 1909. DWM fabricó 163.000 fusiles, 24.000 carabinas de caballería y 10.000 carabinas de ingenieros. Fabricaciones Militares construyó cerca de 20.000 carabinas de caballería entre 1947 y 1959. Adicionalmente, se fabricaron más de 3.000 acciones entre 1972 y 1974, los cuales fueron exportados a la firma Voere de Austria.

## Técnica

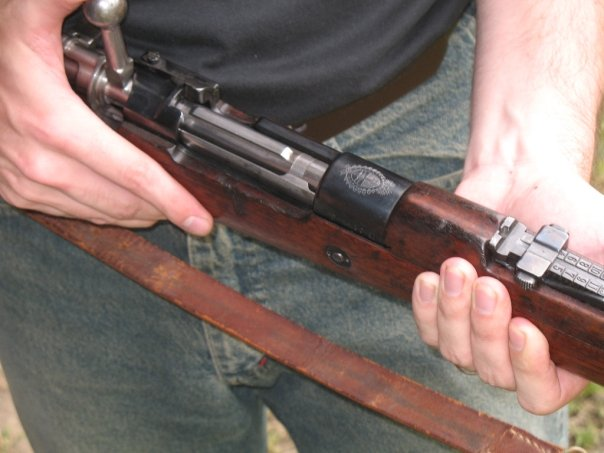
Vista de la acción del Mauser 1909 Modelo Argentino, con el cerrojo cerrado sin bloquear. Nótese el Escudo Argentino, sobre la recámara, y la larga uña extractora, a la derecha del cuerpo del cerrojo.

El Mauser 1909 es un fusil de cerrojo con cargador interno fijo para cinco cartuchos, en calibre 7,65 x 53 y con miras abiertas. Es alimentado mediante peines de 5 cartuchos. En lo esencial, es idéntico al Mauser 1898 incorporando algunas modificaciones sólo en detalles que no alteran a la acción original. Concretamente, los cambios más importantes que solicitó la comisión de armamentos fueron:
- El cañón fue construido con acero al wolframio.
- El cerrojo puede cerrarse con el depósito vacío (en los otros modelos debe bajarse la teja elevadora con la mano para poder cerrar el cerrojo).
- Se modificó el retén de la base del depósito, para que no pueda abrirse ante una caída accidental o mal uso.
- La necesidad de realizar dos movimientos para abrir la base del depósito, en lugar de uno solo.
- Modificación del alza, estando su corredera fijada para la distancia menor (300 metros), de tal modo que no pueda levantarse.
- El resorte en «W» de la teja elevadora quedó sujeto a la base del depósito, para evitar que se cayera cuando se abre.

## Variantes
Existen básicamente tres variantes del arma original:
- Fusil de infantería
- Carabina de caballería
- Carabina de ingenieros

Fue fabricado por la DWM de Berlín, Alemania, en Argentina por la Dirección General de Fabricaciones Militares, en la Fábrica Militar de Armas Portátiles «Domingo Matheu», en la Provincia de Santa Fe; y en España por la Fábrica de Armas de Oviedo, para el Ejército Paraguayo, con planos provistos por Argentina.
La carabina de caballería originalmente no tenía engarce para bayoneta. En 1926-1927 se encargó a la firma Fritz Werner de Alemania, el diseño y proceso para modificarlas y colocarle soporte para bayoneta, haciendo posible colocar la estándar del Mauser 1909. El trabajo se realizó en el Arsenal Esteban de Luca. Muchos coleccionistas llaman a estas carabinas como «carabina de artillería».